# Home Broker
Home Broker es un sistema ofrecido por diversas compañías financieras en Brasil para conectar sus usuarios al pregón electrónico del mercado de capitales. Es usado como un instrumento para la negociación de valores por internet y éste permite que sean enviadas órdenes de compra y venta a través del sitio de internet de la casa de Bolsa. Se estima que hoy en día más de 200,000 personas usan este sistema en Brasil.
Sus inicios se remontan a 1999, cuando por iniciativa del BOVESPA tres casas de bolsa lanzaron sumultáneamente el servicio a todas las personas interesadas en invertir en los mercados de valores en Brasil. Su nombre viene de Home Banking, la denominación que se le da en otros mercados a los servicios que permiten a un cliente tener acceso a los servicios de un banco, así Home Broker, se refiere al servicio para acceder a la bolsa desde la casa.
- Datos: Q5901244